# Ida Alstad
Ida Alstad (Trondheim, 13 de junio de 1985) es una exjugadora noruega de balonmano que se desempeñó como primera línea, internacional absoluta con la selección noruega entre 2009 y 2016, con la que conquistó títulos olímpicos, mundiales y europeos.

## Trayectoria

### Trayectoria de clubes
Alstad debutó con 16 años en el primer equipo del Byåsen HE en 2001, club con el que llegó a la final de la Recopa de Europa 2007. Tras doce campañas en Trondheim fichó por el Team Tvis Holstebro danés (2013-14). La temporada siguiente se unió al FC Midtjylland Håndbold, con el que levantó la Recopa de Europa de 2015 y la liga nacional.
Regresó a Byåsen en 2015, pero en enero de 2016 fue cedida seis meses al Győri Audi ETO KC, con el que se proclamó campeona de liga húngara. Volvió de nuevo a Byåsen hasta su retirada en 2022, aunque disputó algunos encuentros en la campaña 2022-23 antes de colgar definitivamente las zapatillas.

#### Clubes
- 2001 – 2013:  Byåsen HE
- 2013 – 2014:  Team Tvis Holstebro
- 2014 – 2015:  FC Midtjylland
- 2015 – 2016:  Byåsen HE
- 2016:  Győri ETO KC
- 2016 – 2022:  Byåsen HE

### Selección
Debutó con la selección absoluta en 2009. Ese mismo año logró el bronce mundial en China. Contribuyó a los oros europeos de 2010 y 2014, y al título mundial de 2011 en Brasil y 2015 en Dinamarca. Además integró la plantilla campeona olímpica en Londres 2012 y la que obtuvo el bronce en Río 2016.

## Premios y títulos

### Con la selección
- 1 x Medalla de oro en los Juegos Olímpicos (2012) [10]
- 2 x Medallas de oro en el Campeonato del Mundo (2011, 2015) [1]
- 1 x Medalla de bronce en el Campeonato del Mundo (2009)
- 2 x Medalla de oro en el Campeonato de Europa (2010, 2014) [1]

### Con sus clubes
- 1 x Recopa de Europa (2015) [4]
- 1 x Liga húngara (2016) [6]
- 1 x Copa de Noruega (2007)
- 1 x Liga de Dinamarca (2015)

### Individuales
- Estatuilla de la Federación de Noruega[11][12]

## Vida personal
Tomó una pausa en su carrera durante la temporada 2017/18 por maternidad y superó una grave lesión de rodilla en 2019 antes de regresar a las pistas. En 2021 fichó por Eurosport para comentar los partidos de balonmano y actualmente es entrenadora de deportistas.